# Sinfoniekantate
Sinfoniekantate ist eine Bezeichnung für musikalische Werke, die die Form der Sinfonie mit der Kantate (Solo- und/oder Chorgesang) verbinden, besonders in der Musik der Romantik.
Beispiele für Sinfoniekantaten sind:
- Ludwig van Beethoven: 9. Sinfonie mit dem Schlusschor An die Freude
- Hector Berlioz: Roméo et Juliette
- Felix Mendelssohn Bartholdy: Lobgesang
- Franz Liszt: Dante-Sinfonie und Faust-Sinfonie
- Asger Hamerik: 7. Sinfonie[1]
- Jean Louis Nicodé: Das Meer op. 31, Gloria! op. 34
- Gustav Mahler: 2., 3., 4. und 8. Sinfonie sowie Das Lied von der Erde
- Max Reger: Der 100. Psalm in vier Sätzen, die den Sätzen einer Sinfonie entsprechen
- Dmitri Schostakowitsch: 2. („An den Oktober“), 3. („Zum 1. Mai“), 13. („Babi Jar“) und 14. Sinfonie
- Alexander Skrjabin: 1. Sinfonie
- Robert Strassburg (1915–2003): Leaves of Grass: A Choral Symphony (1992)[2]
- Igor Strawinski: Psalmensinfonie
- Ralph Vaughan Williams: A Sea Symphony